# 于秀栋
于秀栋（1957年1月—），男，汉族，河北黄骅人，中华人民共和国政治人物，曾任新疆生产建设兵团党委常委、副司令员，中国新建集团公司副总经理，新疆维吾尔自治区政协副主席。